# Освајачи олимпијских медаља у атлетици — 3.200 метара препреке за мушкарце
Освајачи олимпијских медаља у атлетици за мушкарце у дисциплини 3200 метара препреке, која је на програму игара била само 1908, приказани су у следећој табели, изражени у минутама.
| Дисциплина          |                                  | Резултат   |                                     | Резултат |               | Резултат |
| Лондон 1908. Детаљи | Артур Расел Уједињено Краљевство | 10:47,8 ОР | Арчи Робертсон Уједињено Краљевство | 10:48,4  | Џон Ајзел САД | 11:00,8  |